# Stina Ståhle
Stina Leonora Ståhle, född 7 september 1907 i Katarina församling i Stockholm, död 10 januari 1971 i Norrköping, var en svensk skådespelare.

## Biografi
Ståhle studerade vid Dramatens elevskola 1927–1930 och var engagerad vid Dramaten fram till 1932. Därefter var hon engagerad vid flera teatrar i Sverige, Malmö stadsteater 1944–1949, Folkteatern i Göteborg 1961–1966 och Norrköping-Linköping stadsteater 1967–1970.
Hon filmdebuterade 1929 i Julius Jaenzons och Edvin Adolphsons film Säg det i toner; hon kom att medverka i drygt 40 filmer och TV-produktioner.
Hon var gift första gången 1930–1935 med regissören Gösta Pettersson, och andra gången 1936–1941 med skådespelaren Åke Engfeldt. Stina Ståhle är begravd på Lidingö kyrkogård.

## Filmografi i urval
- 1929 – Säg det i toner
- 1934 – Sången om den eldröda blomman
- 1934 – Atlantäventyret
- 1935 – Järnets män
- 1937 – Adolf Armstarke
- 1939 – Adolf i eld och lågor
- 1939 – Landstormens lilla Lotta
- 1941 – Dunungen
- 1941 – Landstormens lilla argbigga
- 1942 – Halta Lottas krog
- 1942 – Rid i natt!
- 1942 – General von Döbeln
- 1942 – Sol över Klara
- 1943 – Kungsgatan
- 1943 – En flicka för mej
- 1943 – Kvinnor i fångenskap
- 1944 – Prins Gustaf
- 1944 – Rännstensungar
- 1944 – Örnungar
- 1945 – Trav, hopp och kärlek
- 1946 – Ungdom i fara
- 1947 – Kronblom
- 1947 – Här kommer vi
- 1955 – Blå himmel
- 1956 – Där möllorna gå...
- 1956 – Flickan i frack
- 1957 – Synnöve Solbakken
- 1957 – Gårdarna runt sjön
- 1958 – Bock i örtagård
- 1961 – Lustgården
- 1962 – Spöket på Canterville (TV-teater)

## Teater

### Roller (ej komplett)
| År   | Roll                | Produktion                                                          | Regi                                 | Teater                           |
| ---- | ------------------- | ------------------------------------------------------------------- | ------------------------------------ | -------------------------------- |
| 1930 | Jennie              | Ungkarlspappan Edward Childs Carpenter                              | Olof Molander                        | Dramaten                         |
| 1931 | Toinette            | Den inbillade sjuke Molière                                         | Olof Molander                        | Dramaten                         |
| 1931 | Mary                | Pickwick-klubben František Langer efter Charles Dickens             | Olof Molander                        | Dramaten                         |
| 1934 | Fru Arbeziat        | Tovaritch Jacques Deval                                             | Ernst Eklund                         | Komediteatern                    |
| 1935 | Kurtisanen          | Frihetsfejden Ernst Eklund                                          | Ernst Eklund                         | Skansens friluftsteater          |
| 1935 | Fröken Darling      | Tonvikt på ungdomen Samson Raphaelson                               | Ernst Eklund                         | Komediteatern                    |
| 1936 | Kornelia            | Han som ville bli bedragen Fernand Crommelynck                      | Per Lindberg                         | Vasateatern                      |
| 1936 | Melodiflicka        | Melodien som kom bort Kjeld Abell                                   | Per Lindberg                         | Vasateatern                      |
| 1938 | Britta              | Värmlänningarna Fredrik August Dahlgren och Andreas Randel          | Ernst Eklund                         | Skansens friluftsteater          |
| 1938 | Lucy                | Kvinnorna Clare Boothe Luce                                         | Rune Carlsten                        | Dramaten                         |
| 1940 | Änkan               | Så tuktas en argbigga William Shakespeare                           | Sandro Malmquist                     | Oscarsteatern/ Turné             |
| 1944 |                     | Jorden runt på 80 dagar Jules Verne                                 | Alf Henrikson                        | Malmö stadsteater                |
| 1945 | Modern              | Pelikanen August Strindberg                                         | Ingmar Bergman                       | Malmö stadsteater                |
| 1946 |                     | Tolvskillingsoperan Bertolt Brecht och Kurt Weill                   | Sandro Malmquist                     | Malmö stadsteater                |
| 1947 |                     | Bortom horisonten Eugene O'Neill                                    | Stig Torsslow                        | Malmö Stadsteater                |
| 1949 | Gina Ekdal          | Vildanden Henrik Ibsen                                              | Lars-Levi Læstadius                  | Helsingborgs stadsteater         |
| 1949 | Madame Desmermortes | Slottsbalen Jean Anouilh                                            | Börje Nyberg                         | Helsingborgs stadsteater         |
| 1949 | Priorinnan          | Lilla helgonet Hervé, Henri Meilhac och Albert Millaud              | Mats Johansson                       | Helsingborgs stadsteater         |
| 1950 | Linda               | En handelsresandes död Arthur Miller                                | Lars-Levi Læstadius                  | Helsingborgs stadsteater         |
| 1950 | Margery             | Skomakarens frimåndag Thomas Dekker                                 | Lars-Levi Læstadius                  | Helsingborgs stadsteater         |
| 1951 | Fru Gratin          | Millionären från Peru Hans Adler och Alexander Steinbrecher         | John Zacharias                       | Helsingborgs stadsteater         |
| 1951 | Millicent Tower     | Jane W. Somerset Maugham                                            | Ingrid Luterkort                     | Helsingborgs stadsteater         |
| 1951 | Madame Cathérine    | Brott och brott August Strindberg                                   | John Zacharias                       | Helsingborgs stadsteater         |
| 1951 |                     | Det hände i Marseille Marcel Pagnol                                 | Erik Berglund                        | Riksteatern                      |
| 1953 |                     | Änglavakt (La Cuisine des anges) Albert Husson                      | Sandro Malmquist                     | Riksteatern                      |
| 1953 |                     | Hans nåds testamente Hjalmar Bergman                                | Sandro Malmquist                     | Skansens friluftsteater          |
| 1954 |                     | Rövarna på Hunneberg Rune Lindström                                 | Sandro Malmquist                     | Skansens friluftsteater          |
| 1955 |                     | Markurells i Wadköping Hjalmar Bergman                              | Sandro Malmquist                     | Skansens friluftsteater          |
| 1956 | Dolly Tate          | Annie Get Your Gun Irving Berlin, Dorothy Fields och Herbert Fields | Ivo Cramér                           | Malmö Stadsteater                |
| 1958 |                     | Si jägarens öga Hans Hergin                                         | Lars Barringer                       | Upsala-Gävle stadsteater         |
| 1960 | Mrs Holly           | Plötsligt i somras Tennessee Williams                               | Lennart Olsson                       | Uppsala-Gävle Stadsteater        |
| 1962 | Golde               | Tevye och hans döttrar (Tevye and his Daughters) Arnold Perl        | Per Sjöstrand                        | Helsingborgs stadsteater         |
| 1963 | Gustava Hägg        | Änkeman Jarl Vilhelm Moberg                                         | Per-Axel Branner                     | Skansens friluftsteater          |
| 1963 |                     | Hus med dubbel ingång Pedro Calderón de la Barca                    | Kurt-Olof Sundström                  | Folkteatern, Göteborg            |
| 1964 | Grevinnan Deverine  | Spel om lycka Françoise Sagan                                       | Ellen Isefiær                        | Folkteatern, Göteborg            |
| 1964 |                     | Två herrar från Verona William Shakespeare                          | Kurt-Olof Sundström                  | Folkteatern, Göteborg            |
| 1965 | Grevinnan Deverine  | Lyckan på spel Françoise Sagan                                      | Hans Bergström                       | Fredriksdalsteatern              |
| 1967 |                     | Människan och hans hustru Inga Lindsjö                              | Torsten Sjöholm                      | Norrköping-Linköping stadsteater |
| 1967 | Fru Quickly         | Muntra fruarna i Windsor William Shakespeare                        | Lars Gerhard Norberg                 | Norrköping-Linköping stadsteater |
| 1968 | Yente               | Spelman på taket Joseph Stein, Jerry Bock och Sheldon Harnick       | John Zacharias                       | Norrköping-Linköping stadsteater |
| 1968 | Honorine            | Fanny Marcel Pagnol                                                 | Bertil Norström Lars Gerhard Norberg | Norrköping-Linköping stadsteater |
| 1969 | Fräulein Kost       | Cabaret John Kander, Fred Ebb och Joe Masteroff                     | John Zacharias                       | Norrköping-Linköping stadsteater |